# MUSIC!!!/ZERO
〈MUSIC!!!/ZERO〉(뮤직/제로, ミュージック/ゼロ 뮤짓쿠/제로[*])는 일본의 음악 그룹 AAA의 열아홉 번째 싱글이다. 2008년 8월 27일에 에이벡스 트랙스에서 발매됐다.

## 개요
- 《AAA TOUR 2008 -ATTACK ALL AROUND- at NHK HALL on 4th of April》와 동시 발매.
- 〈입술에서부터 로맨티카/That's Right〉 이래로 다섯 번째인 양면 A사이드 싱글이다.
- DVD가 들어있는 버전 2종과 CD만 있는 버전 1종의 총 세 패턴으로 발매. DVD의 수록 내용에 따라서 ‘MUSIC!!! Ver.’과 ‘ZERO Ver.’가 있으며, 후자에서는 〈ZERO〉와 〈MUSIC!!!〉의 곡순이 바뀌어있다. CD만 있는 버전에는 ‘CD-EXTRA’로 특전 영상을 수록.
- 〈MUSIC!!!〉의 PV 촬영지는 홋카이도 삿포로시에 있는 모에레누마 공원이다.

## 수록 내용

### CD+DVD MUSIC!!! Ver.
1. MUSIC!!!
  - 작사: Shigeko Ogula / 작곡: Koichi Tsutaya / 랩 가사: 히다카 미츠히로, Koichi Tsutaya

후지 TV 계열 《Mr.선데이》 닫는 곡
2. ZERO
  - 작사: Arika Takarano / 작곡: Nao Tanaka / 랩 가사: 히다카 미츠히로

TV 도쿄 계열 애니메이션 《월드 디스트럭션: 세계박멸의 6인》 여는 곡
3. Clash[Extended version]
  - 작사: Goro Matsui / 작곡: Kazuhiro Hara, 랩 가사: 히다카 미츠히로
4. MUSIC!!! (Instrumental)
5. ZERO (Instrumental)

DVD
1. MUSIC!!!(Music Clip)

### CD+DVD ZERO Ver.
1. ZERO
2. MUSIC!!!
3. Clash[Extended version]
4. ZERO (Instrumental)
5. MUSIC!!! (Instrumental)

DVD
1. ZERO(Music Clip)

### CD ONLY EXTRA Ver.
1. MUSIC!!!
2. ZERO
3. Clash[Extended version]
4. MUSIC!!! (Instrumental)
5. ZERO (Instrumental)

CD-EXTRA 수록 내용
- 버라이어티 무비 ‘AAA 극비 그래프-그 두 번째-’(AAA極秘クラブ-其の参-)